# Слободський Віталій Васильович
Слободський Віталій Васильович (рос. Виталий Слободской, нар. 17 травня 1949, с. Великий Березний, Великоберезнянського району, Закарпатської області) — український закарпатський художник, член творчого об'єднання професійних художників Закарпаття та Національної спілки художників України.
Заслужений художник України (9 листопада 2016).

## Творчість
Віталій Слободський є представником закарпатської школи живопису, пейзаж, портрет та натюрморт — основні теми його творчості.

## Біографія
Віталій Слободський здобув освіту у Одеському педагогічному університеті ім. К. Д. Ушинського (1966—1971) на художньо-графічному факультеті. Викладачі з фаху: Єфименко Віктор Георгійович.

## Роботи

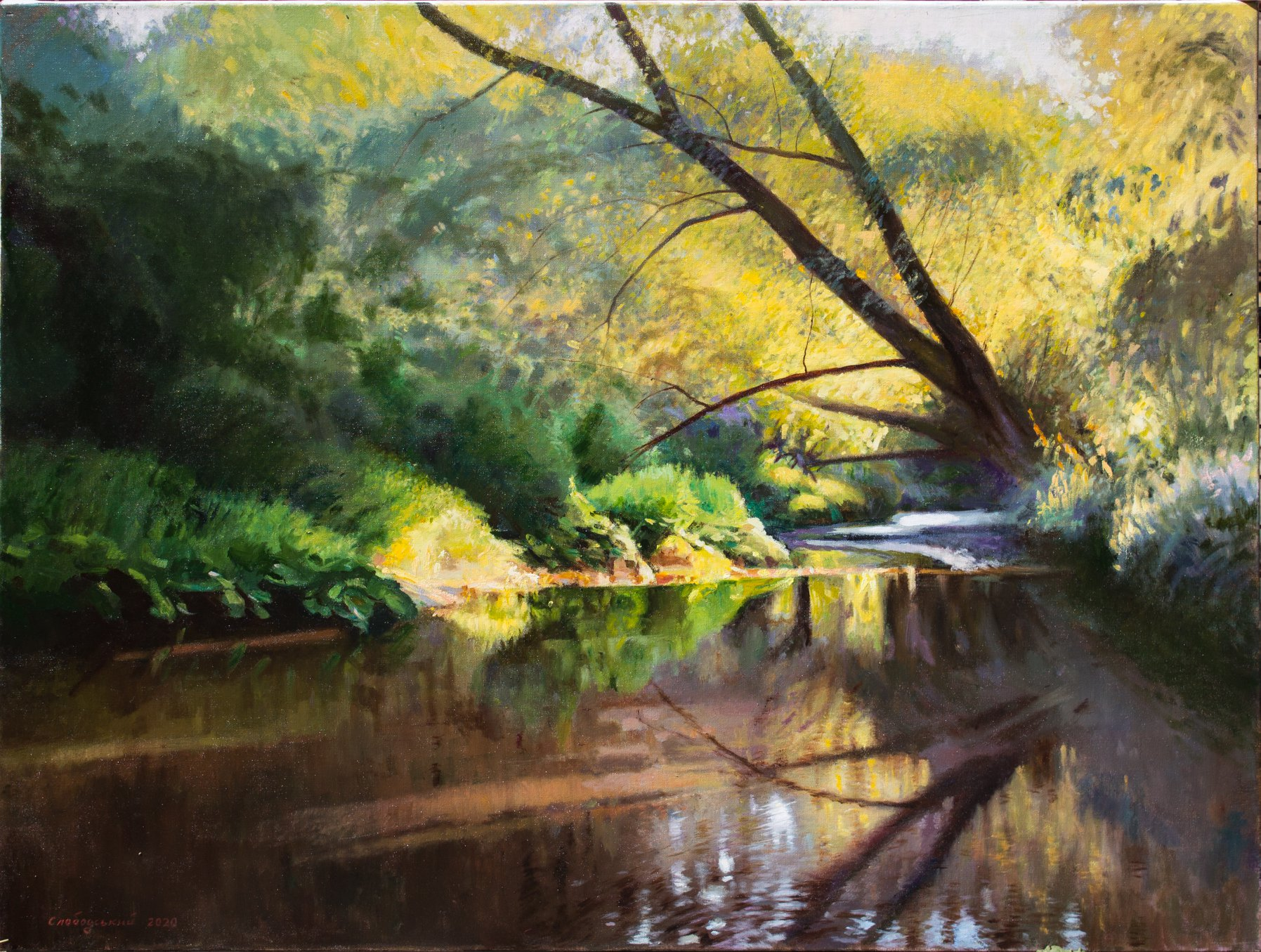
Слободський В. Без назви, 2020
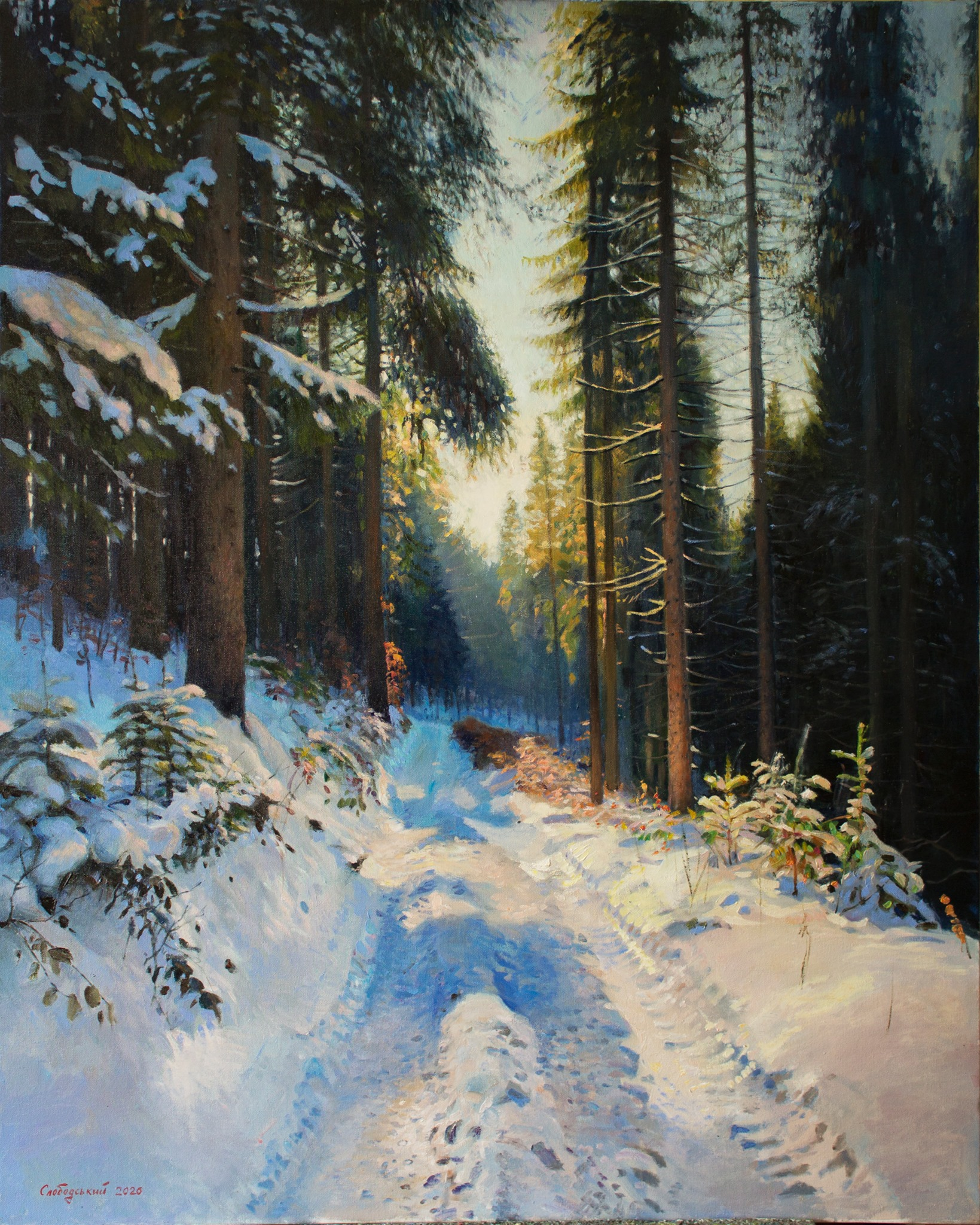
Слободський В. Без назви, 2020
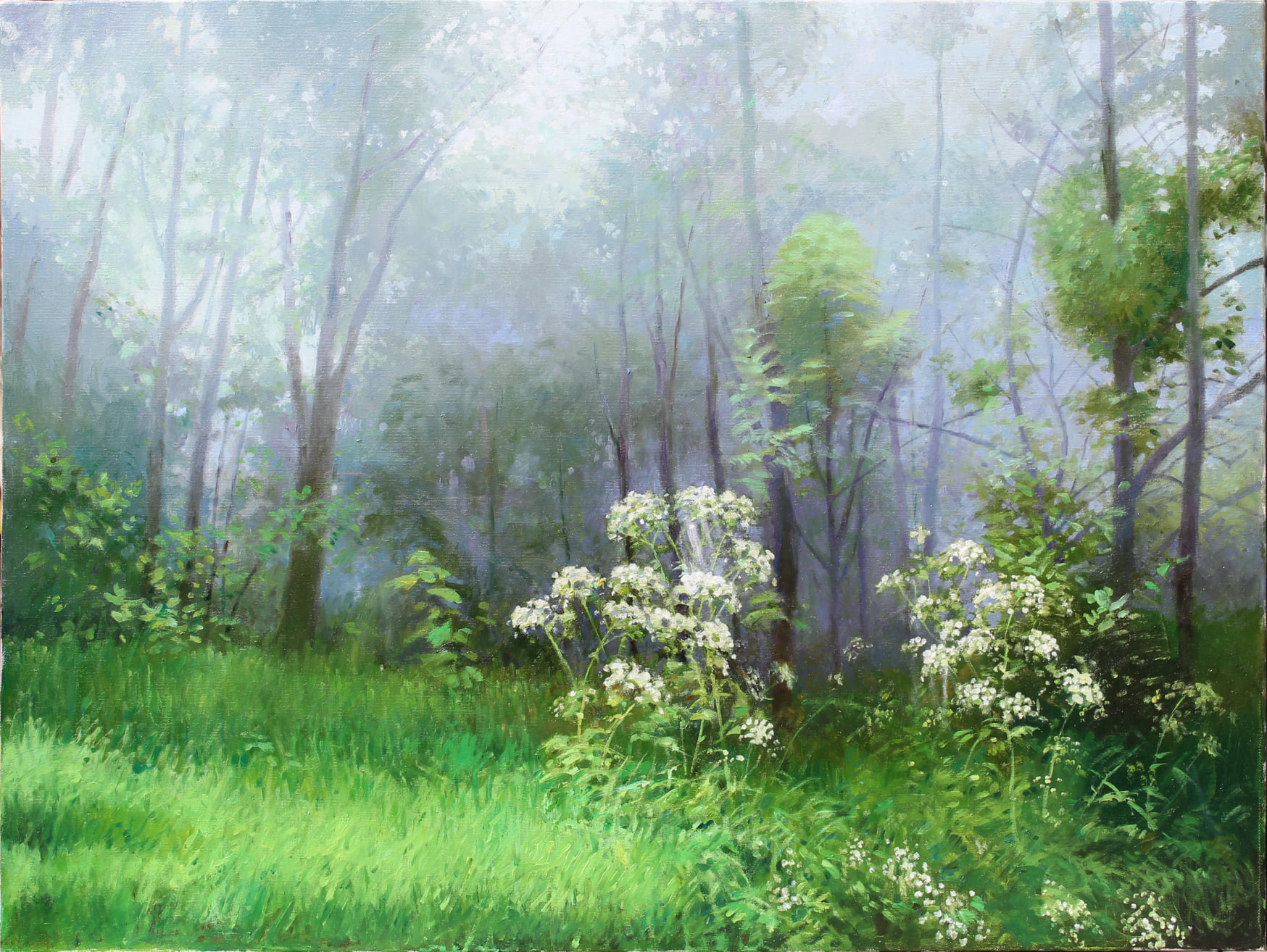
Слободський В. Без назви, 2020
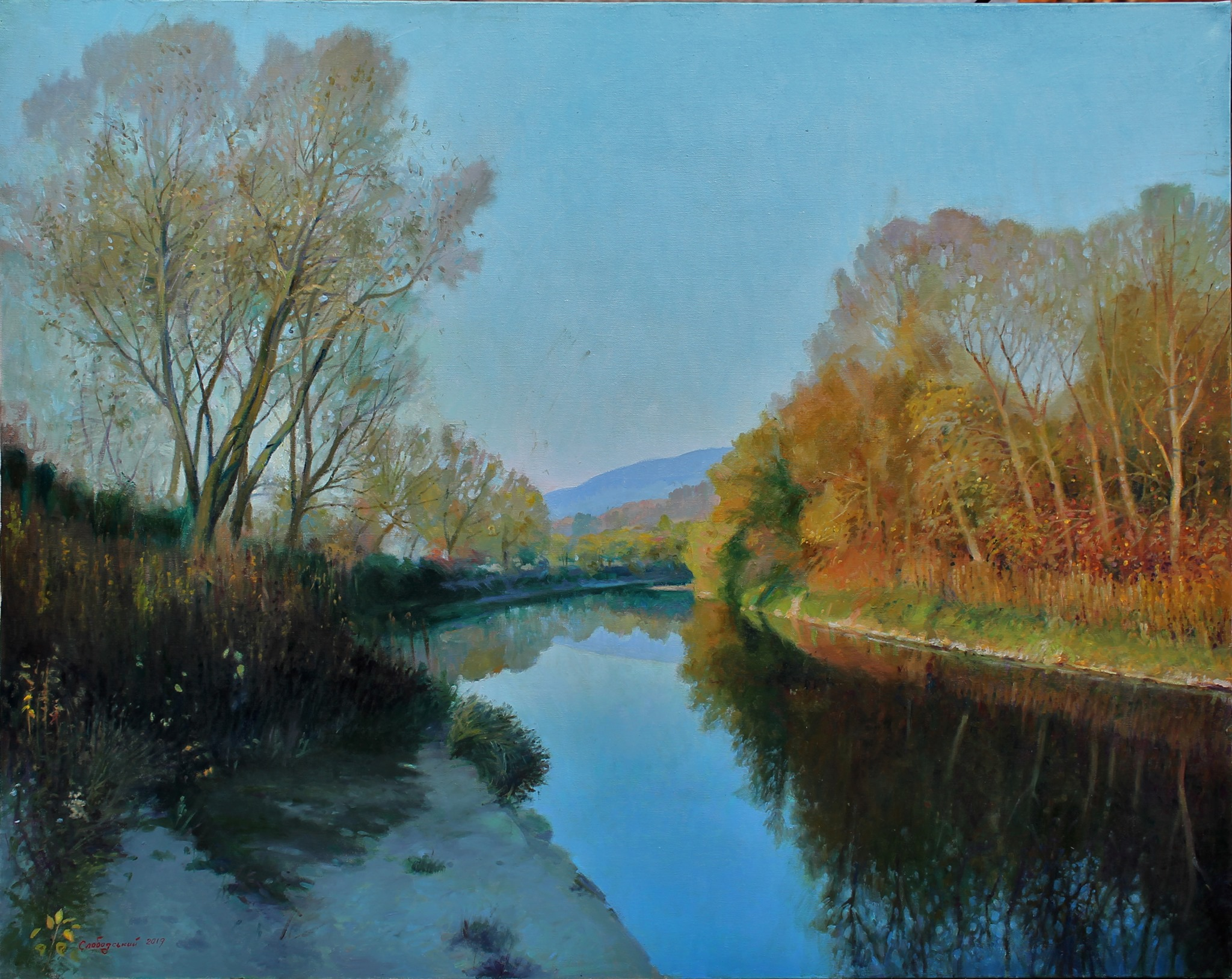
Слободський В. Без назви, 2019
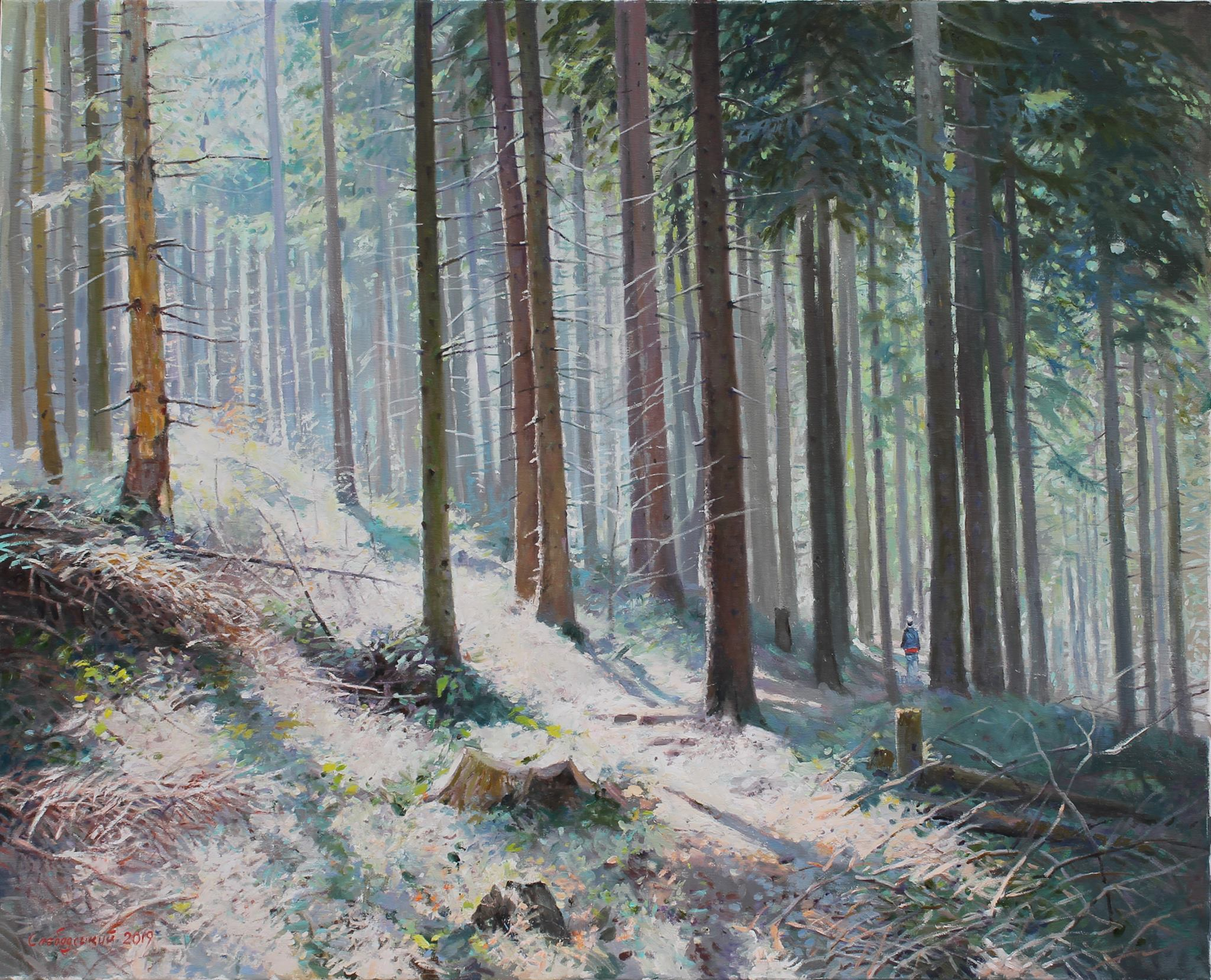
Слободський В. Ранок у ялиновому лісі, 2019
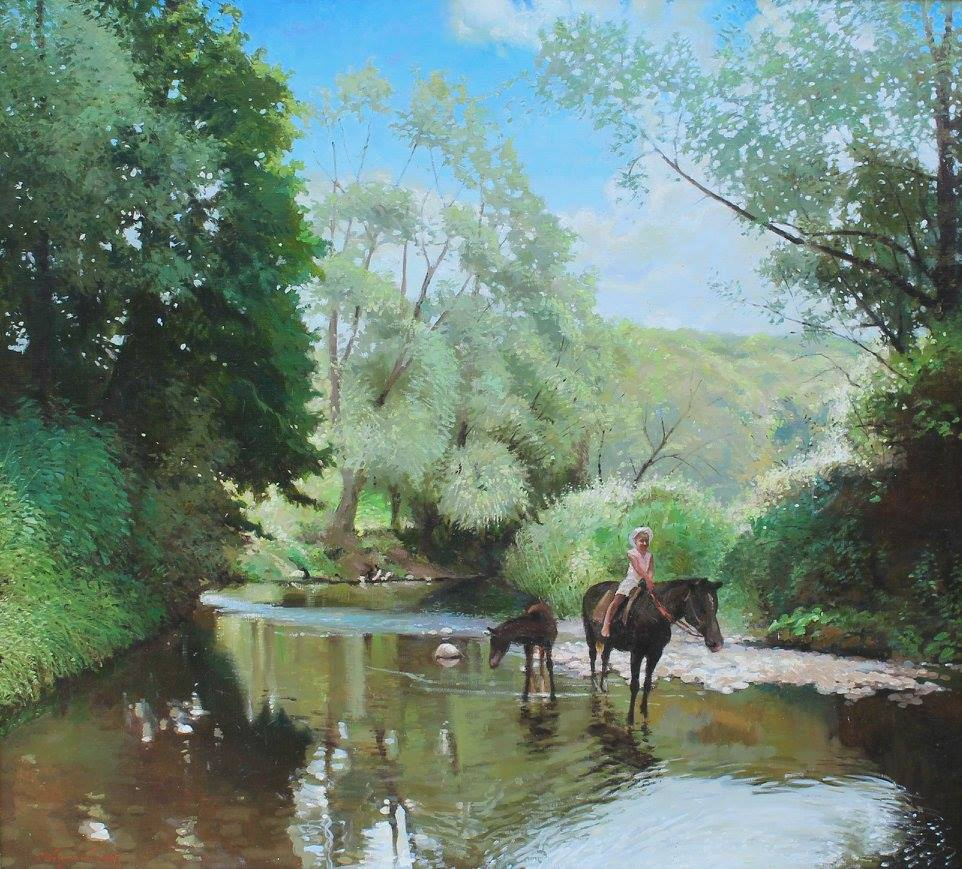
Слободський В. Ублянка, 2007